# Hrvatski športsko ribolovni savez
Hrvatski športsko ribolovni savez (HŠRS) je krovna organizacija za hrvatski športski ribolov. Osnovan je 27.01.1935. godine u Zagrebu.
Član je Federacije za ribolov na slatkim vodama (Fédération Internationale de la Pêche Sportive en Eau Douce (FIPSed) ili International Federation of Sport Angling in Fresh Waters) i Konfederacije za športski ribolov (Confédération Internationale de la Pêche Sportive (CIPS)) u koje je primljen na sjednici CIPS-a održanoj 29.08.1991. godine u Szegedu.  Time je HŠRS postao prvi športski savez Republike Hrvatske koji je prihvaćen u svoju međunarodnu asocijaciju. Član je Međunarodne federacije za športski ribolov muhom (Fédération Internationale de Peche Sportive Mouche (FIPS-Mouche) ili  International Sport Fly Fishing Federation) od 2006. godine te (International Casting Sport Federation (ICSF)).
Međunarodni naziv za Savez je Croatian Sport Fishing Federation.
Do 2005. nosio je naziv Savez Hrvatskih športskih ribarskih društava.

## Svjetske igre
Na programu 1981., 1985., 1993. – 2005.

### Bacačke discipline (Casting)
| # |
| - |
| 1 |

| Ribič         | Zlato   | Zlato      | Srebro  | Srebro     | Bronca  | Bronca     | Ukupno |
| ------------- | ------- | ---------- | ------- | ---------- | ------- | ---------- | ------ |
| Ribič         | višeboj | discipline | višeboj | discipline | višeboj | discipline | Ukupno |
| Marko Popović | 0       | 1          | 0       | 0          | 0       | 0          | 1      |

## Svjetska prvenstva
(nepotpuno)

### Lov ribe

#### Pojedinačno
| # |
| - |
| 1 |
| 2 |
| 3 |
| 4 |
| 5 |

|   | Ribič           | Disciplina        | Zlato | Srebro | Bronca | Ukupno |
| - | --------------- | ----------------- | ----- | ------ | ------ | ------ |
| M | Alan Perko *    | ribolov na plovak | 1     | 0      | 0      | 1      |
| M | Mihael Pongrac  | ribolov na plovak | 1     | 0      | 0      | 1      |
| Ž | Matea Minanov   | ribolov na plovak |       | 1      |        |        |
| M | Matija Kraševac | ribolov na plovak | 0     | 0      | 1      | 1      |
| Ž | Marijana Mutak  | ribolov na plovak |       |        | 1      |        |

*  osvojenim zlatom 2019. postao je najmlađi prvak u povijesti svjetskih prvenstava

#### Par
| #  |
| -- |
| 1  |
| 2  |
| 3  |
| 4  |
| 5  |
| 7  |
| 8  |
| 9  |
| 10 |
| 11 |
| 12 |
| 13 |

| Ribiči                                | Disciplina            | Zlato | Srebro | Bronca | Ukupno |
| ------------------------------------- | --------------------- | ----- | ------ | ------ | ------ |
| Dalibor Banaj – Hrvoje Jakopčević     | lov šarana            | 3     | 2      | 1      | 6      |
| Mario Boldin – Željko Capan           | lov šarana            | 1     |        |        |        |
| Josip Pecigoš – Željko Vodernjak      | lov šarana            | 1     |        |        |        |
| Željko Mokri – Zoran Petković         | lov šarana            | 1     |        |        |        |
| Goran Gotšlih – Željko Mokri          | lov šarana            | 1     |        |        |        |
| Željko Spasić – Goran Tisanić         | lov šarana            |       | 1      |        |        |
| Damir Ladnjak – Tomislav Vukšić       | lov šarana            |       | 1      |        |        |
| Filip Pecigoš – Josip Pecigoš         | lov pastrvskog grgeča |       | 1      |        |        |
| Siniša Josip Pavlinić – Josip Pecigoš | lov pastrvskog grgeča |       | 1      |        |        |
| Nikola Franjić – Ivo Visković         | lov šarana            |       |        | 1      |        |
| Tihomir Delić – Dalibor Stanić        | lov šarana            |       |        | 1      |        |
| Igor Pavičić – Dubravko Rajković      | lov šarana            |       |        | 1      |        |

| #  |
| -- |
| 1  |
| 2  |
| 3  |
| 4  |
| 5  |
| 7  |
| 8  |
| 9  |
| 10 |
| 11 |
| 12 |
| 13 |

| Ribiči                                | Disciplina            | Zlato | Srebro | Bronca | Ukupno |
| ------------------------------------- | --------------------- | ----- | ------ | ------ | ------ |
| Dalibor Banaj – Hrvoje Jakopčević     | lov šarana            | 3     | 2      | 1      | 6      |
| Mario Boldin – Željko Capan           | lov šarana            | 1     |        |        |        |
| Josip Pecigoš – Željko Vodernjak      | lov šarana            | 1     |        |        |        |
| Željko Mokri – Zoran Petković         | lov šarana            | 1     |        |        |        |
| Goran Gotšlih – Željko Mokri          | lov šarana            | 1     |        |        |        |
| Željko Spasić – Goran Tisanić         | lov šarana            |       | 1      |        |        |
| Damir Ladnjak – Tomislav Vukšić       | lov šarana            |       | 1      |        |        |
| Filip Pecigoš – Josip Pecigoš         | lov pastrvskog grgeča |       | 1      |        |        |
| Siniša Josip Pavlinić – Josip Pecigoš | lov pastrvskog grgeča |       | 1      |        |        |
| Nikola Franjić – Ivo Visković         | lov šarana            |       |        | 1      |        |
| Tihomir Delić – Dalibor Stanić        | lov šarana            |       |        | 1      |        |
| Igor Pavičić – Dubravko Rajković      | lov šarana            |       |        | 1      |        |

| # |
| - |
| 1 |
| 2 |

| Ribič | Zlato | Srebro | Bronca | Ukupno |
| ----- | ----- | ------ | ------ | ------ |
|       |       |        |        |        |
|       |       |        |        |        |

| # |
| - |
| 1 |
| 2 |

| Ribič | Zlato | Srebro | Bronca | Ukupno |
| ----- | ----- | ------ | ------ | ------ |
|       |       |        |        |        |
|       |       |        |        |        |

#### Ekipno
* uz godinu - nastupilo 4 ili manje reprezentacija na SP-u (nepotpuno)
| M | 1. | 2024. | 1 |
| M | 2. |       | 0 |
| M | 3. |       | 0 |
| M | 4. |       | 0 |
| Ž | 1. | 2023. |   |
| Ž | 2. | 2013. |   |
| Ž | 3. |       |   |
| Ž | 4. |       |   |

| M | 1. |  | 0 |
| M | 2. |  | 0 |
| M | 3. |  | 0 |
| M | 4. |  | 0 |
| Ž | 1. |  | 0 |
| Ž | 2. |  | 0 |
| Ž | 3. |  | 0 |
| Ž | 4. |  | 0 |

| M | 1. |  | 0 |
| M | 2. |  |   |
| M | 3. |  |   |
| M | 4. |  |   |
| Ž | 1. |  |   |
| Ž | 2. |  |   |
| Ž | 3. |  |   |
| Ž | 4. |  |   |

| M | 1. |  | 0 |
| M | 2. |  | 0 |
| M | 3. |  | 0 |
| M | 4. |  | 0 |
| Ž | 1. |  |   |
| Ž | 2. |  |   |
| Ž | 3. |  |   |
| Ž | 4. |  |   |

| M | 1. | 2001., 2002., 2005., 2007., 2014., 2024. | 6 * |
| M | 2. | 2000.(??), 2003., 2013., 2015., 2018.    |     |
| M | 3. | 2000.(??), 2004.                         |     |
| M | 4. | 2011.                                    |     |
| Ž | 1. |                                          | 0   |
| Ž | 2. |                                          | 0   |
| Ž | 3. |                                          | 0   |
| Ž | 4. |                                          | 0   |

| M | 1. |       |  |
| M | 2. |       |  |
| M | 3. |       |  |
| M | 4. | 2015. |  |
| Ž | 1. |       |  |
| Ž | 2. |       |  |
| Ž | 3. |       |  |
| Ž | 4. |       |  |

| M | 1. |  |  |
| M | 2. |  |  |
| M | 3. |  |  |
| M | 4. |  |  |
| Ž | 1. |  |  |
| Ž | 2. |  |  |
| Ž | 3. |  |  |
| Ž | 4. |  |  |

| M | 1. |                     | 0 |
| M | 2. | 2009., 2011.        |   |
| M | 3. | 2014., 2016.        |   |
| M | 4. | 2002., 2003., 2004. |   |
| Ž | 1. |                     |   |
| Ž | 2. |                     |   |
| Ž | 3. |                     |   |
| Ž | 4. |                     |   |

| M | 1. |                       | 0 |
| M | 2. |                       |   |
| M | 3. |                       |   |
| M | 4. | 2022.*, 2023.*, 2024. |   |
| Ž | 1. |                       |   |
| Ž | 2. |                       |   |
| Ž | 3. |                       |   |
| Ž | 4. |                       |   |

| M | 1. |  | 0 |
| M | 2. |  | 0 |
| M | 3. |  | 0 |
| M | 4. |  | 0 |
| Ž | 1. |  | 0 |
| Ž | 2. |  | 0 |
| Ž | 3. |  | 0 |
| Ž | 4. |  | 0 |

| M | 1. |  | 0 |
| M | 2. |  |   |
| M | 3. |  |   |
| M | 4. |  |   |
| Ž | 1. |  | 0 |
| Ž | 2. |  |   |
| Ž | 3. |  |   |
| Ž | 4. |  |   |

### Bacačke discipline (Casting)

#### Pojedinačno
| # |
| - |
| 1 |
| 2 |
| 3 |
| 4 |
| 5 |

|         | Ribič         | Zlato      | Zlato   | Srebro     | Srebro  | Bronca     | Bronca | Ukupno |
| višeboj | Ribič         | discipline | višeboj | discipline | višeboj | discipline |        | Ukupno |
| ------- | ------------- | ---------- | ------- | ---------- | ------- | ---------- | ------ | ------ |
| M       | Goran Ožbolt  |            | 2       |            | 1       |            | 1      | 4      |
| M       | Bruno Brovet  |            | 2       |            |         |            | 1      | 3      |
| Ž       | Snežana Žurga |            |         |            | 2       |            |        | 2      |
| M       | Marko Popović |            |         |            |         |            | 2      | 2      |
| Ž       | (žena 2007.)  |            |         |            |         |            | 1      | 1      |

#### Ekipno
* uz godinu - nastupilo 4 ili manje reprezentacija na SP-u (nepotpuno)
| M         | 1. |  |  |
| M         | 2. |  |  |
| M         | 3. |  |  |
| M         | 4. |  |  |
| Ž         | 1. |  |  |
| Ž         | 2. |  |  |
| Ž         | 3. |  |  |
| Ž         | 4. |  |  |
| SVI (M+Ž) | 1. |  |  |
| SVI (M+Ž) | 2. |  |  |
| SVI (M+Ž) | 3. |  |  |
| SVI (M+Ž) | 4. |  |  |

## Svjetski rekorderi
| Ribič | Σ  | Casting | Flycasting | Feeder | Discipline |
| ----- | -- | ------- | ---------- | ------ | ---------- |
| [[]]  | 0x | ?x      | —          | —      |            |

## #1 na FIPSed svjetskoj ljestvici
Zbrajaju se rezultati postignuti na posljednjih 5 Svjetskih prvenstava u disciplini.
- Dalibor Banaj, lov šarana[60]
- Hrvoje Jakopčević, lov šarana[61]
- M reprezentacija u lovu šarana, 2018.[62]

## Nacionalni rekordi
| Disciplina | Disciplina                                | Muškarci | Žene   |
| ---------- | ----------------------------------------- | -------- | ------ |
|            |                                           |          |        |
| Casting    | (engl. fly distance single handed)        | m        | m      |
| Casting    | (engl. spinning distance single handed)   | m        | m      |
| Casting    | (engl. fly distance double handed)        | m        | m      |
| Casting    | (engl. spinning distance double handed)   | m        | m      |
| Casting    | (engl. multiplier distance double handed) | m        | m      |
| Casting    | petoboj                                   | bodova   | bodova |
| Casting    | sedmoboj                                  | bodova   | bodova |
| Casting    | allround                                  | bodova   | bodova |
|            |                                           |          |        |
| Flycasting | (engl. trout accuracy)                    | bodova   | bodova |
| Flycasting | (engl. trout distance)                    | m        | m      |
| Flycasting | (engl. sea trout distance)                | m        | m      |
| Flycasting | (engl. salmon distance)                   | m        | m      |
| Flycasting | (engl. spey 18' )                         | m        | m      |
| Flycasting | (engl. spey 15,1 )                        | bodova   | bodova |

## Ostalo
Hrvatska ribolovna reprezentacija nastupa samostalno pod hrvatskom zastavom na svjetskim prvenstvima u lovu ribe udicom na plovak od 1991. Oni su bili uopće prva hrvatska sportska reprezentacija, koja je nastupila samostalno na svjetskom prvenstvu pod hrvatskom zastavom. Bilo je to na SP u Szegedu u Mađarskoj.
Državne lige
- Hrvatska ribolovna liga za žene u lovu ribe udicom na plovak[65][66] (prva sezona ?.)
- Hrvatska ribolovna liga[67] (prva sezona ?.)
- Hrvatska ribolovna liga u lovu ribe udicom na plovak / Hrvatska ligu u lovu ribe udicom na plovak[68][69] (prva sezona ?.)
- Hrvatska mušičarska liga[70] (prva sezona ?.)
- Hrvatska feeder liga[71][72] / Hrvatska liga u lovu ribe hranilicom na dnu - feeder (prva sezona ?.)
- Hrvatska spin liga / Liga HŠRS-a u ribolovu predatora s obale umjetnim mamcem[73][74] / Prvenstvo Hrvatske u ribolovu grabežljivaca umjetnim mamcem s obale[75][76] / Prvenstvo Hrvatske u ribolovu predatora s obale umjetnim mamcima / Hrvatska spin liga u ribolovu grabežljivaca s obale[77] /[78][79] Hrvatska spin liga pastrve umjetnim mamcem s obale[80] / Hrvatska spin liga u ribolovu pastrve umjetnim mamcem s obale[81] (prva sezona ?.)
- Hrvatska liga u ribolovu grabežljivaca iz čamca (umjetnim mamcem)[82] / Hrvatska spin liga – čamac[83] / Hrvatska spin liga iz čamca[84] / Hrvatska spin liga u ribolovu grabežljivaca iz čamca[85][86] (prva sezona 2017. god.)[87]
- Hrvatska liga u lovu pastrve prirodnim mamcima na brzim vodama[88] (prva sezona ?.)
- Hrvatska liga u lovu pastrve prirodnim mamcima na jezeru[89] (prva sezona ?.)
- Hrvatska pastrvaška liga[90] (prva sezona ?.)
- Hrvatska liga "trout area" / Hrvatska liga u lovu pastrve na jezeru umjetnim mamcem[91] (prva sezona 2024. god.)
- Hrvatska šaranska liga[92][93] (prva sezona 2001. god.)[94]
- Hrvatska liga pastrvskog grgeča[95] / Hrvatska bass liga (?? prva sezona 2009. god. (lov s obale)  /  2014. god. prva sezona lov iz čamca)[96] (imamo 1. Hrvatska Rapala SIL-EM bass liga 2007.[97], Rapala Bass liga 2006.[98]
- Casting liga HŠRS-a[99][100] / Casting liga Hrvatske[101] (prva sezona ?.)

Ostale lige
- Pike masters liga (PML) - prva specijalizirana "štuka" liga (prva sezona 2016. god.)[102][103][104][105][106][107][108]
- Pike masters junior liga[109][110][111][112]

Svjetska prvenstva u Hrvatskoj
- ?. Svjetsko prvenstvo u castingu 2025., Rijeka[113]
- 25. Svjetsko prvenstvo u lovu na šarana i amura 2025., Đakovo (Koritnjak i Jošava)[114]
- 24. Svjetsko prvenstvo u lovu na šarana i amura 2024., Našice (Lapovac i Šandor)[115]
- 29. Svjetsko prvenstvo nacija i klubova u ribolovu pastrve prirodnim mamcima na brzim vodama 2023., Kumrovec / Klanjec[116][117][118]
- 68. Svjetsko prvenstvo u lovu ribe udicom na plovak 2022., Bilje[119][120]
- 39. Svjetsko prvenstvo u ribolovu udicom na plovak za klubove 2019., ?
- 20. Svjetsko ribolovno prvenstvo u lovu ribe udicom na plovak u kategoriji veterana 2018., Stara Mura u Žabniku, Stara Mura kod Podturna i Ribnjak Selnica[121]
- 61. Svjetsko prvenstvo u lovu ribe udicom na plovak 2014., Prelog, kanal HE D. Dubrava[122][123][124]
- ?. Svjetsko prvenstvo 2014., Dubravsko jezero
- 18. Svjetsko prvenstvo u ribolovu pastrve prirodnim mamcima na brzim vodama 2010., Sinj (Ruda)[125][126][127]
- 8. Svjetsko prvenstvo u ribolovu pastrve umjetnim mamcima 2010., Knin (Krka)[128][129]
- 32. Svjetsko prvenstvo u castingu 2010., Novi Vinodolski, Ledenice[130][131]
- ?. Svjetsko klupsko prvenstvo u lovu ribe 2006., Osijek
- ?. Svjetsko prvenstvo u lovu ribe za žene 2005., Zagreb
- ?. Svjetsko klupsko prvenstvo u lovu ribe 2002., Zagreb
- ?. Svjetsko prvenstvo u lovu ribe za žene 2001., Kutina
- ?. Svjetsko prvenstvo u lovu ribe udicom na plovak 1998., Zagreb, Jarun[132]

### Međunarodna natjecanja u Hrvatskoj
| Natjecanja s barem 15 izdanja ili 1. natjecanja svoje vrste u Hrvatskoj ili natjecanja posebna u europskim razmjerima | Natjecanja s barem 15 izdanja ili 1. natjecanja svoje vrste u Hrvatskoj ili natjecanja posebna u europskim razmjerima | Natjecanja s barem 15 izdanja ili 1. natjecanja svoje vrste u Hrvatskoj ili natjecanja posebna u europskim razmjerima                                                | Natjecanja s barem 15 izdanja ili 1. natjecanja svoje vrste u Hrvatskoj ili natjecanja posebna u europskim razmjerima | Natjecanja s barem 15 izdanja ili 1. natjecanja svoje vrste u Hrvatskoj ili natjecanja posebna u europskim razmjerima | Natjecanja s barem 15 izdanja ili 1. natjecanja svoje vrste u Hrvatskoj ili natjecanja posebna u europskim razmjerima | Natjecanja s barem 15 izdanja ili 1. natjecanja svoje vrste u Hrvatskoj ili natjecanja posebna u europskim razmjerima                                                         |
| Vrsta | Vrsta | Naziv natjecanja | Lokacija | 1. izdanje | Zadnje izdanje | Bilješke |
| ? | ? | Naziv natjecanja | Lokacija | 1. izdanje | Zadnje izdanje | Bilješke |
| --- | --- | --- | --- | --- | --- | --- |
| | | Alpe – Adria Cup u lovu na ribe udicom na plovak | više | . | održava se | [ 134 ] |
| | | Alpe – Adria kup u spin ribolovu pastrve | više | . | održava se | [ 135 ] |
| feeder | | Kup jadransko – podunavskih zemalja u feeder ribolovu (ribolovu na dnu hranilicom) / Dunavsko – jadranski kup (RAJP) u feeder ribolovu                               | više | | održava se | svake godine održava se u drugoj državi; |
| | | Kup jadransko – podunavskih zemalja u lovu predatora umjetnim mamcem s obale / Kup jadransko – podunavskih zemalja u spin ribolovu (pastrve umjetnim mamcem s obale) | više | 2022. | održava se | [ 138 ] [ 139 ] |
| | | Kup jadransko – podunavskih zemalja u lovu ribe udicom na plovak / Dunavsko – jadranski kup u lovu ribe udicom na plovak                                             | više | 2007. | održava se | svake godine održava se u drugoj državi; |
| lov šarana | | Kup jadransko – podunavskih zemalja u lovu šarana i amura / Dunavsko – jadranski kup u lovu šarana i amura / Dunavsko – jadranski CARP kup                           | više | 2010. | održava se | svake godine održava se u drugoj državi; |
| | | Kup jadransko – podunavskih zemalja u mušičarenju / Dunavsko – jadranski kup u mušičarenju                                                                           | više | 2011. | održava se | svake godine održava se u drugoj državi; |
| | | | | | | |
| | | ?? | Plešce, rijeka Čabranka                                                                                               | 2007. | održava se | [ 144 ] [ 145 ] |
| lov šarana | | Carp Cup Borovik | Đakovo, jezero Borovik                                                                                                | 2000. | održava se | nije održavan od 2013. do 2017.; |
| lov šarana | | Carp Cup Mlinac | Đakovo, jezero Mlinac                                                                                                 | barem 2011. | održava se | [ 148 ] |
| lov šarana | | Croatian Carp Cup Jošava | Đakovo, jezero Jošava                                                                                                 | 2000. | održava se | [ 149 ] |
| lov šarana | | Extreme carp cup | Ludbreg | 2006. | održava se | [ 150 ] |
| lov mladice | | Hucho Kup Kamačnik | Severin na Kupi | 2024. | održava se | timsko natjecanje u lovu mladice; prvo takvo natjecanje organizirano u Hrvatskoj;                                                                                             |
| | | Humanitarni kup Caffe bara Forum | Draškovec, ribnjak Trnišće                                                                                            | 2006. | održava se | [ 152 ] |
| udicom na plovak | | Kup Grada Bjelovara – Memorijal "Ivica Naglić" (od 1999.) | Bjelovar, jezero Lug                                                                                                  | 1981. | održava se | [ 153 ] |
| udicom na plovak | | Kup Kerestinec u lovu ribe na plovak | Kerestinec | 2010. | održava se | [ 154 ] |
| | | Kup Međimurske pastrve | Sveta Marija, kanal HE Donja Dubrava                                                                                  | 2006. | održava se | najznačajnije hrvatsko i jedno od najstarijih (hrvatskih ili svjetskih??) spineraških natjecanja u spin ribolovu pastrve; prvi(?) kup u ribolovu pastrva umjetnim varalicama; |
| | | Kup Šoderica u ribolovu grabežljivaca iz čamca | Koprivnica, jezero Šoderica                                                                                           | 1997. | održava se | najstarije hrvatsko natjecanje u ribolovu iz čamca; |
| | | Kup Šoderica u ribolovu udicom na plovak | Koprivnica, jezero Šoderica                                                                                           | 1961. | održava se | [ 158 ] |
| | | Spin kup Šoderica | Koprivnica, jezero Šoderica                                                                                           | 1997. | održava se | [ 159 ] |
| udicom na plovak | | Kup Trakošćana | Trakošćan | prije 2015. | održava se | |
| lov šarana | | Međunarodni ekipni šaranski kup “Lapovac” | Našice, jezero Lapovac                                                                                                | . | održava se | |
| lov šarana | | Međunarodni humanitarni šaranski kup | Zaprešić, jezero Zajarki                                                                                              | 2009. | održava se | [ 160 ] [ 161 ] |
| lov šarana | | Međunarodni šaranski kup SRD "Jezera" | Bedekovčina | 2001. | održava se | [ 162 ] |
| udicom na plovak | | Memorijal Antuna Čika u lovu ribe udicom na plovak / Memorijal Antun Čik                                                                                             | Bjelovar, ribnjaci Vujčevac                                                                                           | 1976. | održava se | jedan je od rijetkih u Hrvatskoj koji se organizira i u muškoj i u ženskoj konkurenciji;                                                                                      |
| | | Memorijal Dragutin Vondrak | Banova Jaruga, jezero Pakra 2                                                                                         | 2019. | održava se | najveće i najmasovnije pojedinačno plovkaroško natjecanje u Hrvatskoj i s najvećim nagradnim fondom;                                                                          |
| | | Memorijal ing. Anđelko Petek Pajo | Klanjec | prije 2003. | održava se | [ 168 ] |
| udicom na plovak | | Memorijal Josip Vinski | Galović Selo | 2013. | održava se | |
| | | Memorijal Pavo Dronk (u lovu ribe varalicom) | Đakovo, jezero Jošava ili jezero Borovik                                                                              | 2000. | održava se | [ 169 ] [ 170 ] [ 171 ] |
| | | Memorijal poginulim bojovnicima Domovinskog rata Grada Zagreba – Ribolov                                                                                             | Zagreb | 2000. | održava se | [ 172 ] |
| | | Memorijal Slavko Ilčić-Čiro | Popovača | . | održava se | |
| udicom na plovak | | Memorijal "Tomislav Čubrić - Tomo" | Galović Selo | 2006. | održava se | [ 173 ] |
| | | Memorijalni kup "Dragutin Jurašin" | Slunj | 2008. | održava se | [ 174 ] |
| | | Memorijalni kup "Franjo Genzić" | Dugo Selo | 2010. | održava se | [ 175 ] |
| udicom na plovak | | Memorijalni kup "Joža Šostar" | Ogulin, jezero Sabljaci                                                                                               | 1991. | održava se | [ 176 ] |
| | | Memorijalni ribolovni kup "Darko Lisac i Rajko Starčević" | Glina, jezero Bajer                                                                                                   | 2011. | održava se | [ 177 ] [ 178 ] |
| | | Memorijalni ribolovni turnir "Darijo Čurković" | [[]], jezero Vlačine                                                                                                  | 2011. | održava se | [ 179 ] |
| | | Memorijalni ribolovni turnir "Nikola Nikica Majorinc" | Bjelovar | 2000. | održava se | [ 180 ] |
| lov šarana | | Memorijalni šaranski kup "Branko Milošević" | Velika Ludina, jezero Hangar                                                                                          | 2013. | održava se | [ 181 ] |
| lov šarana | | Memorijalni šaranski kup "Marijan Černoš" / Memorijalni carp cup "Marijan Černoš"                                                                                    | Rakitje, jezero Finzula                                                                                               | 2006. | održava se | [ 182 ] |
| lov šarana i amura | | Memorijalni šaranski kup "Pavao Karabelj" | Sveta Nedelja, jezero Orešje                                                                                          | | održava se | [ 183 ] [ 184 ] |
| lov šarana | | Memorijalni šaranski kup u spomen na Velimira Kvesića | Bročice, jezero Bajer                                                                                                 | 2005. | održava se | [ 185 ] |
| | | Memorijalni turnir u sportskom ribolovu "Darijo Čurković" | Suhovare, Baštica | 2011. | održava se | [ 186 ] |
| | | Monarch-Dok kup / MD kup | Dalj, Dunav | 2005. | održava se | [ 187 ] [ 188 ] [ 189 ] |
| | | Natjecanje u lovu ribe udicom na plovak drvenim štapom | Lekenik | . | održava se | |
| | | Novogodišnji kup | Bjelovarsko-bilogorska županija                                                                                       | 1990. | održava se | nije održan 1991. i 2020.; |
| | | Ontario Challenge | Blato (Zagreb), jezero Ontario                                                                                        | 2013. | ?? | [ 193 ] [ 194 ] [ 195 ] |
| | | Ontario Spin Kup | Blato (Zagreb), jezero Ontario                                                                                        | barem 2010. | održava se | 2011. se po prvi puta održalo natjecanje u lovu varalicom u paru iz čamca; proljetni i jesenji kup;                                                                           |
| lov šarana | | Quantum carp cup | Rakitje, jezero Finzula                                                                                               | 2004. | održava se | [ 201 ] |
| | | Rapala kupovi | više | barem 2000. | ?? | organizirala tvrtka SIL-EM; varaličarski kupovi; "ulovi i pusti"; Erdutski dunavac, Karlovac-Šumbar, Osijek, Trakoščan...;                                                    |
| | | Royal Tenen Spin kup | Knin | 2013. | održava se | ribolov pastrve umjetnim mamcem s obale (spin ribolov); |
| lov soma | | Somijada Borovik / Black Cat cup Borovik | Đakovo, jezero Borovik                                                                                                | 2014. | održava se | [ 208 ] [ 209 ] [ 210 ] |
| lov soma | | Somijada Duga Resa / Memorijal "Josip Ivanić" – Somijada | više | prije 2014. | održava se | Cerovački Galovići, Gornje Mrzlo Polje Mrežničko, Tušmer; |
| lov pastrvskog grgeča                                                                                                 | | Storm kupovi | više | barem 2003. | ?? | organizirala tvrtka SIL-EM; varaličarski kupovi; "ulovi i pusti"; Trakoščan...;                                                                                               |
| lov pastrvskog grgeča                                                                                                 | | Storm Cup Borovik – Međunarodno varaličarsko natjecanje u lovu pastrvskog grgeča                                                                                     | Đakovo, jezero Borovik                                                                                                | 2003. | ?? | prvi kup u Hrvatskoj na kojem se lovio jedino i ciljano pastrvski grgeč; "ulovi i pusti";                                                                                     |
| lov šarana | | Šaranski kup "Željko Migač" | Podravske Sesvete | 2009. | održava se | [ 216 ] [ 217 ] |
| lov štuke živim mamcem                                                                                                | | Šćukijada Duga Resa | Duga Resa, Tušmer | 2006. | održava se | [ 218 ] [ 219 ] |
| | | Šćukijada na Sekulinama – lov grabežljivca umjetnim mamcima | Molve, jezero Sekuline                                                                                                | barem 2004. | ?? | [ 220 ] |
| lov štuke ? mamcem | | Štukijada | Čađavica | 2006. | održava se | [ 221 ] [ 222 ] |
| lov štuke ? mamcem | | Štukijada – lov štuke na plovak | Križnica | 2008. | održava se | [ 223 ] |
| | | Team spin cup | Trakošćan | 2007. | ?? | [ 224 ] |
| street fishing | | Urban street fishing Krapina – Memorijal "Zdravko Demirović Zagi" | Krapina | 2013. | održava se | [ 225 ] [ 226 ] |
| | | Varaličarski kup Šoderica | Koprivnica, jezero Šoderica                                                                                           | 2002. | ?? | špinersko natjecanje; |

## Vanjske poveznice
- HŠRS
- FIPSed
- FIPS-Mouche
- ICSF (Castingsport)
- Arhivirana inačica izvorne stranice od 3. studenoga 2019. (Wayback Machine)
- Narodne novine Pravilnik o dozvolama za športski ribolov od 18. prosinca 2004.
- Narodne novine Pravilnik o športskom ribolovu u slatkovodnom ribarstvu od 6. srpnja 2005.
- Praktični ribolov
- SportskiRibolov.hr
- Ribo-Lov.com
- Ribolovac.info